# Leidschendam-Voorburg
Leidschendam-Voorburg es un municipio de la Provincia de Holanda Meridional, al oeste de los Países Bajos, creado el 1 de enero de 2002 por la fusión de dos antiguos municipios: Leidschendam y Voorburg.

## Galeria

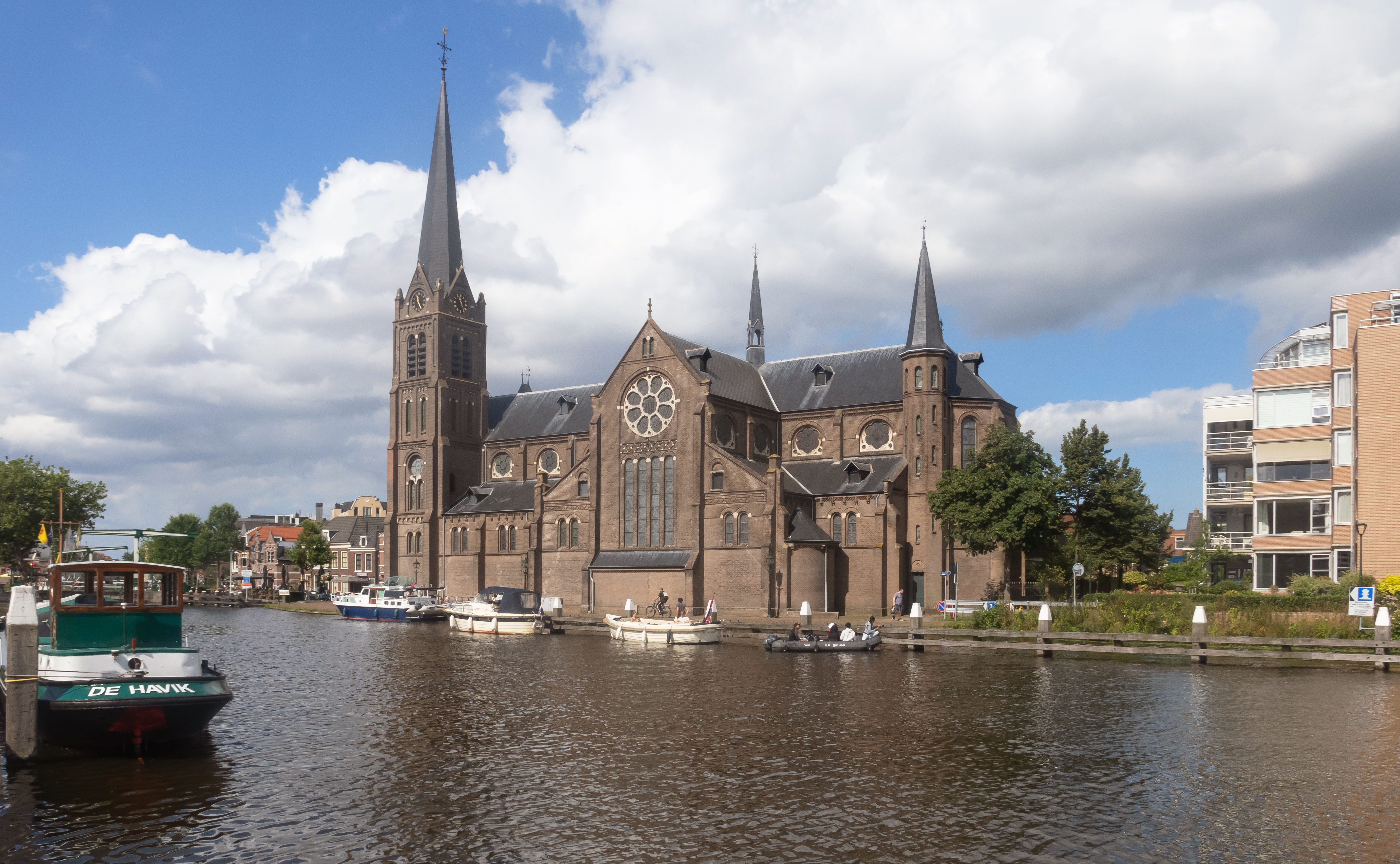
Leidschendam, la iglesia: Sint Petrus y Pauluskerk
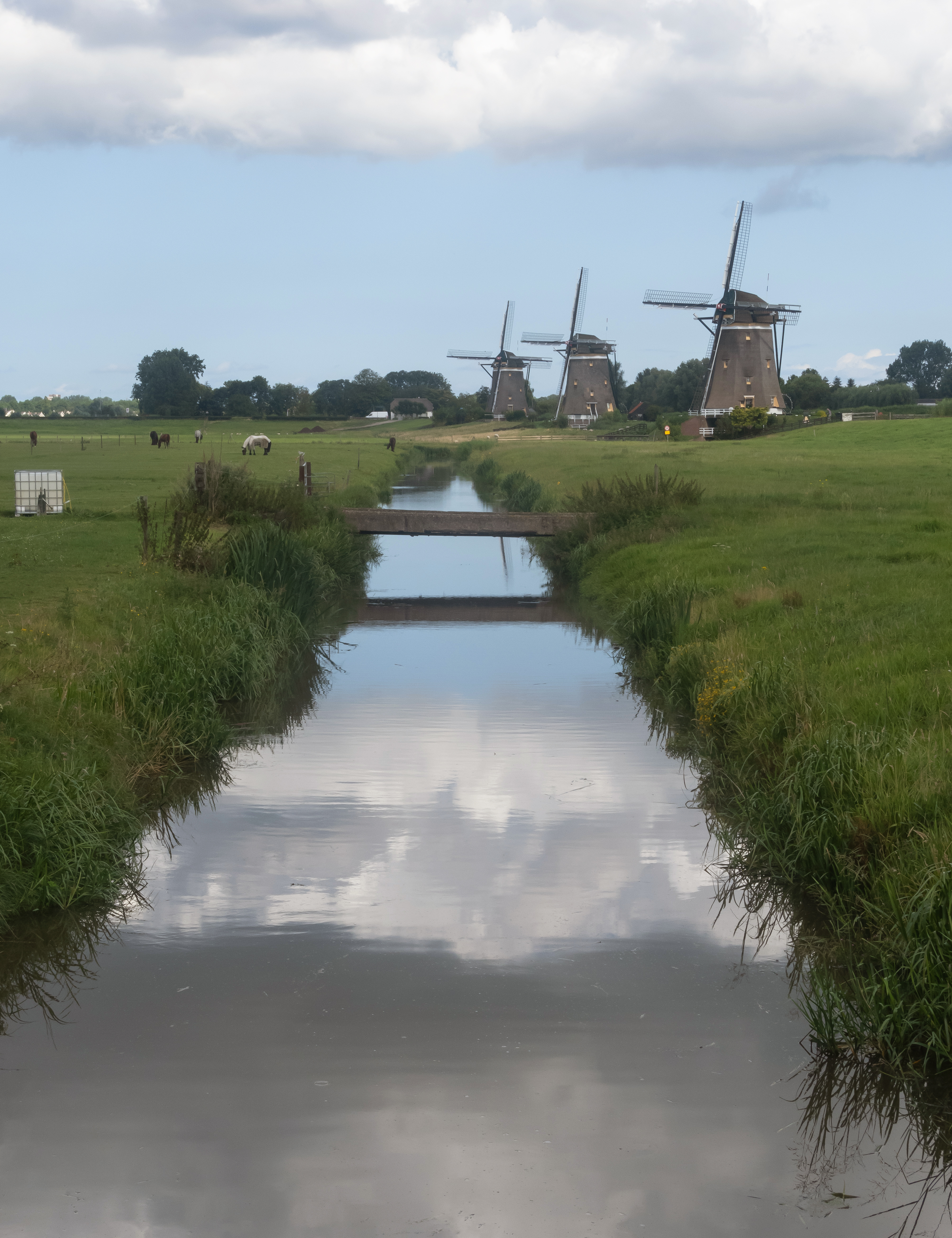
Leidschendam, Molendriegang desde Stompwijkseweg
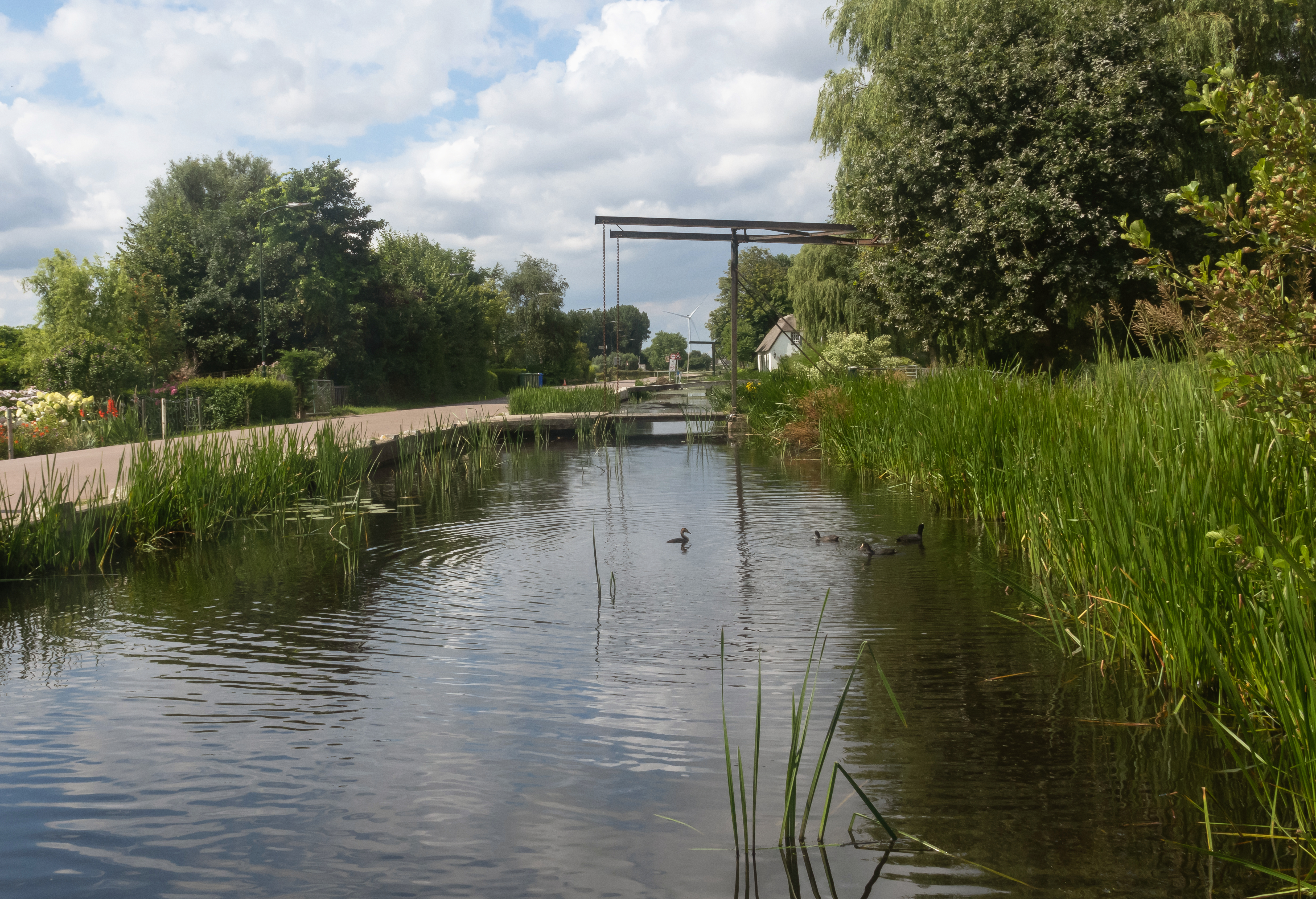
Leidschendam, Stompwijkse Vaart al Stompwijkseweg
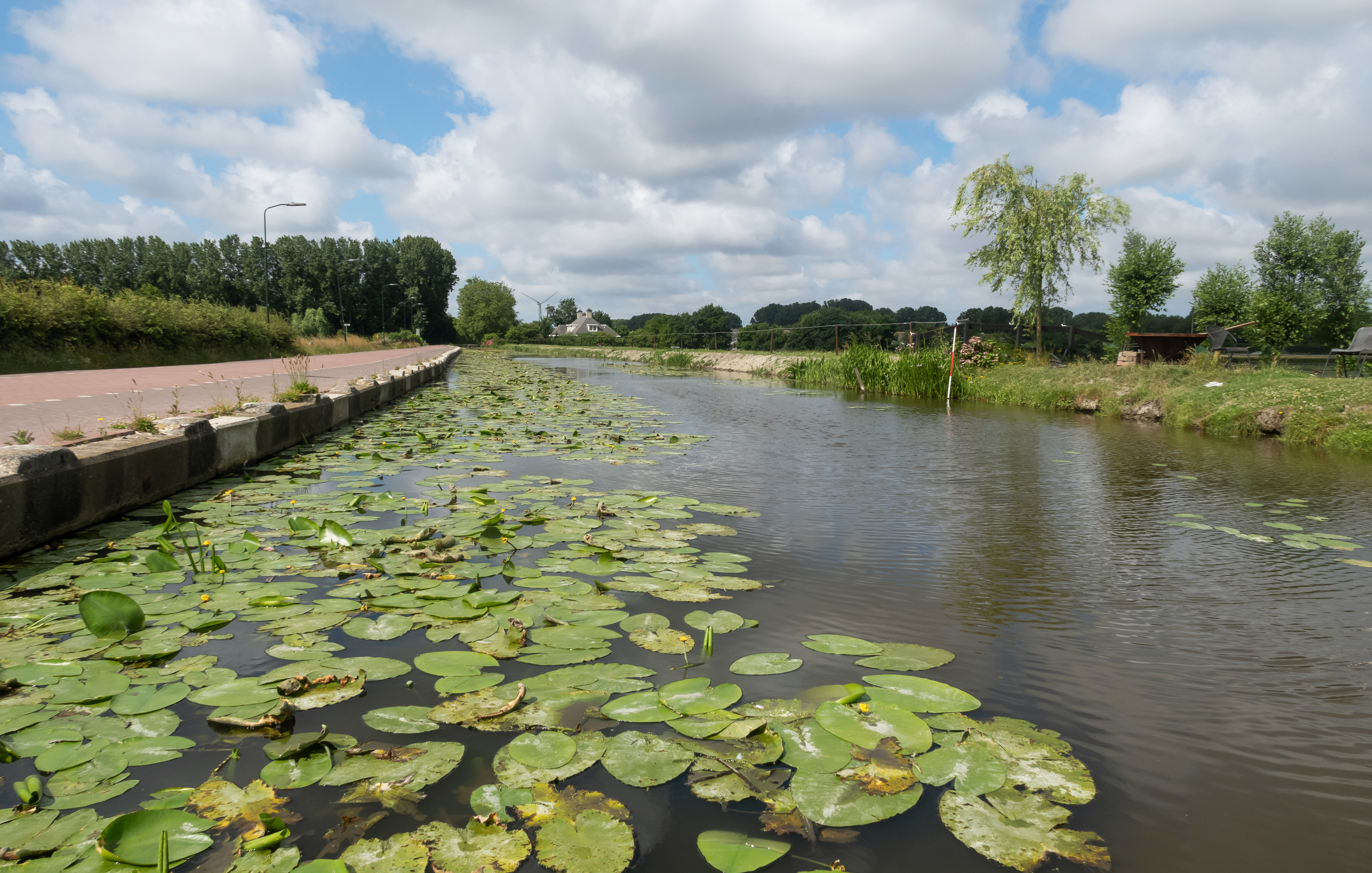
Leidschendam, el canal: Stompwijkse Vaart
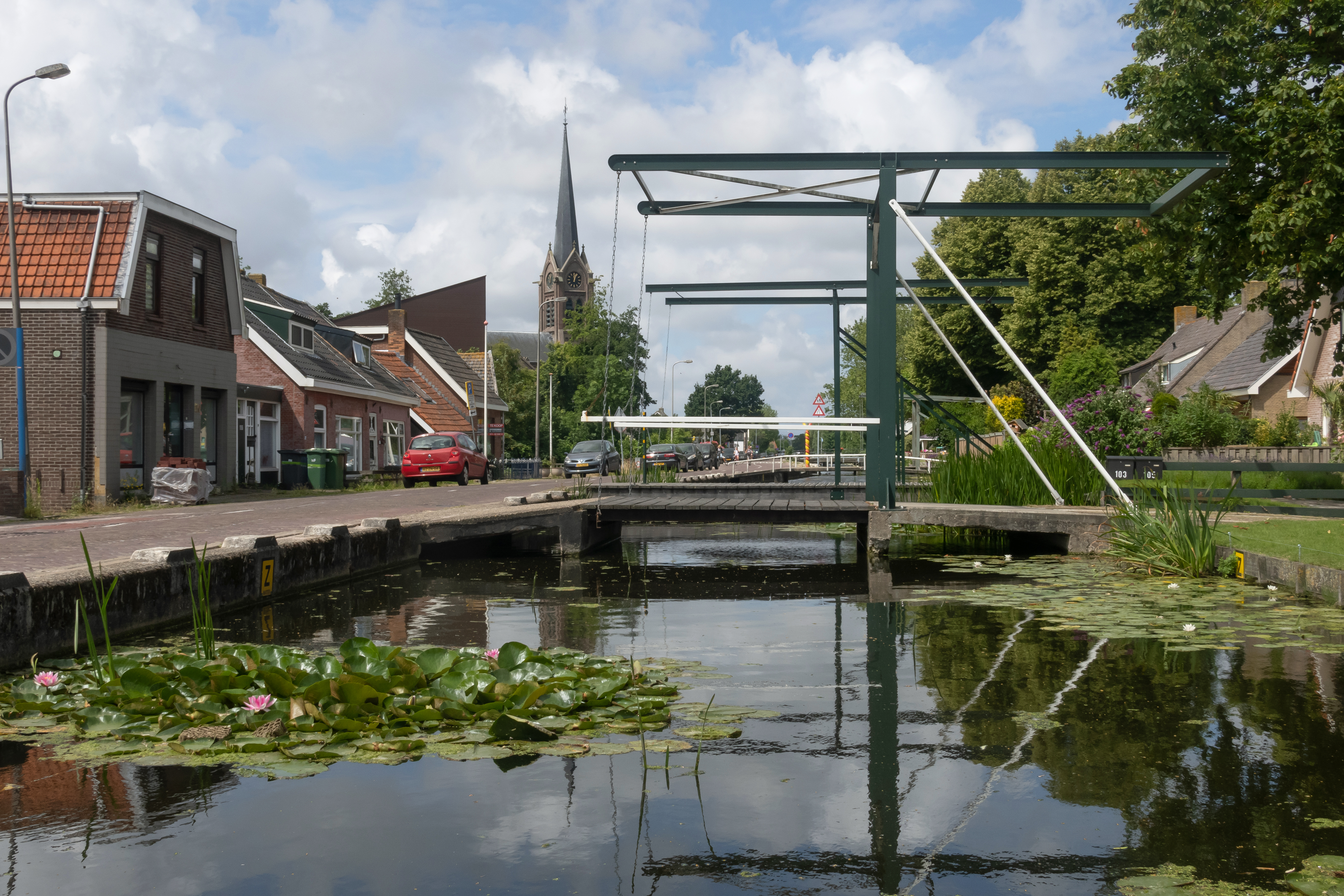
Stompwijk, la iglesia (Sint-Laurentiuskerk) a lo largo Stompwijkse Vaart
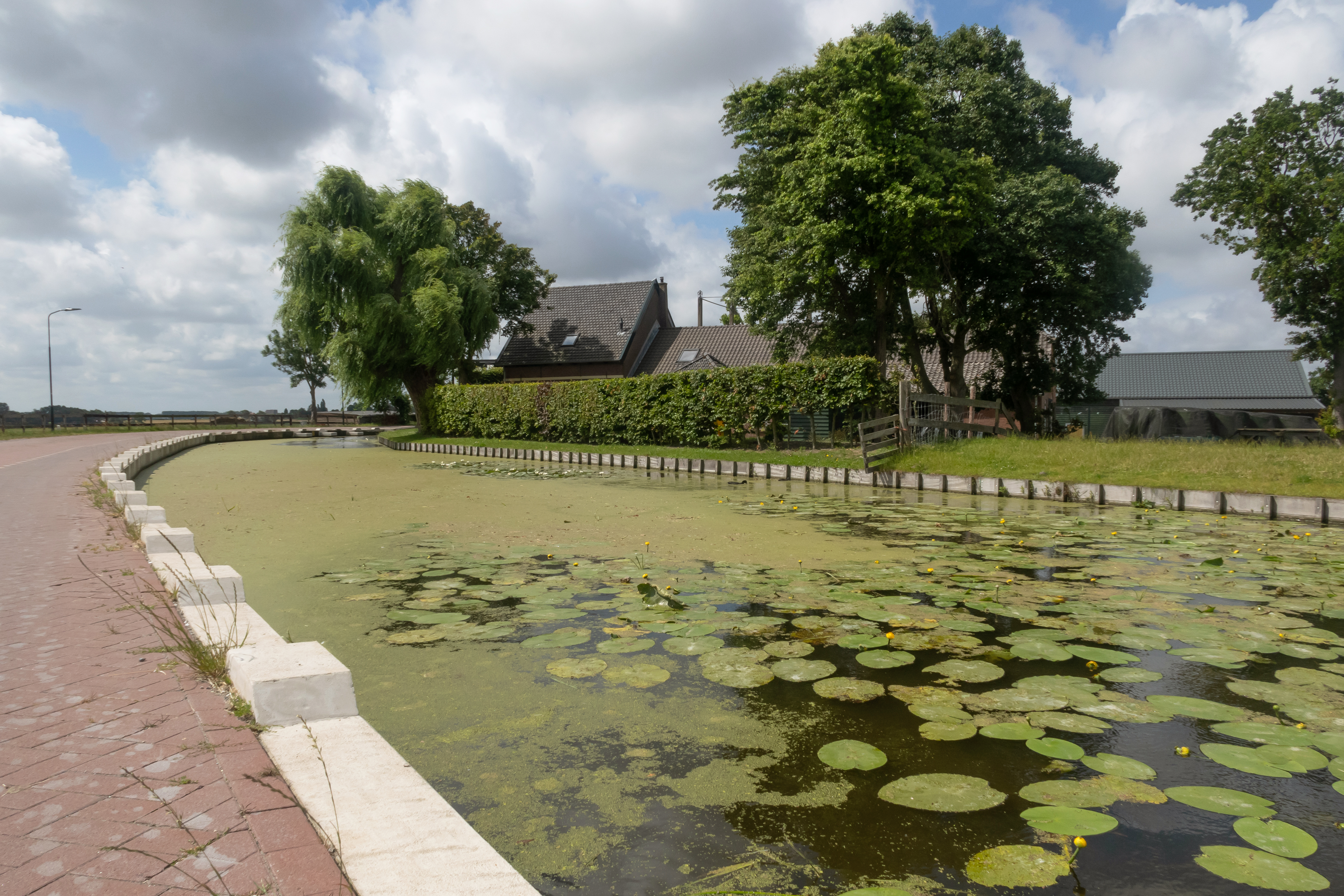
Stompwijk, el canal: Stompwijkse Vaart